# Lesklice měděná
Lesklice měděná (Cordulia aenea) je druh vážky z podřádu šídel. Vyskytuje se skoro v celé Evropě a Asii. V Evropě je to jediný druh rodu Cordulia. V celém Česku je to běžný druh.

## Popis

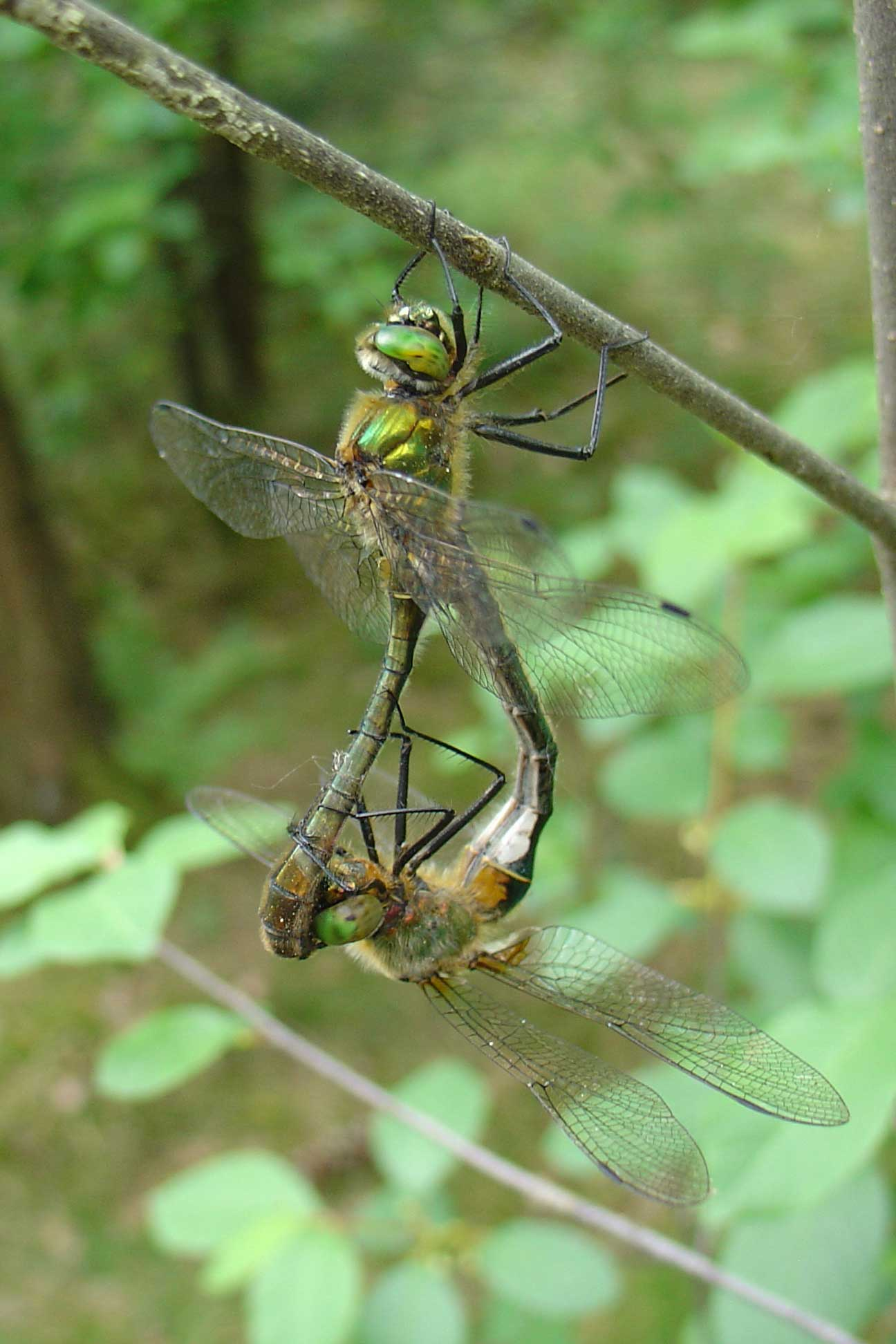
Lesklice při páření

Tělo lesklice má délku 50–55 mm a je tmavozelené s měděným leskem. Oči se na temeni dotýkají v přímce, jsou hnědozeleně lesklé. Na čele před očima nemá žluté skvrny, na rozdíl od lesklice zelenavé a lesklice horské. U základny křídel může mít žluté skvrny, mimoto jsou křídla čirá s rozpětím 65–75 mm. Nohy má celé černé. U samečka se zadeček v poslední třetině rozšiřuje.
Nymfa (larva) je dlouhá až 23 mm. Na hřbetě zadečku má trny a na boku 8. a 9. článku má i krátké boční trny.

## Způsob života
Mladé nymfy žijí mezi rostlinami, později se zahrabávají do dna. Zde se živí vodním hmyzem. Nymfa se vyvíjí 2–3 roky. Dospělci létají od května do srpna. Vyskytují se u rybníků, jezer, rašelinných vod nebo u mírně tekoucích vod. Někdy zaletují dál od vody. Samečci si neoblomně hájí své teritorium. Samičky snáší vajíčka za kolébavého letu na hladinu malých vodních ploch, kde se pak usazují na dně. Lesklice měděná je častým mezihostitelem motolice Prosthogonismus cuneatus.